# Kegelpoederparasol
De kegelpoederparasol (Cystolepiota pulverulenta) is een meercellige schimmel behorende tot de familie Agaricaceae.  Hij leeft saprotroof op losse met verterende takjes of grof strooisel vermengde rijkere grond. Hij komt voor in randen van hellingbossen met mergel in de ondergrond (Stellario-Carpinetum).

## Verspreiding
De kegekpoederparasol komt met name voor in Europa. Deze soort staat op de Nederlandse rode lijst in de categorie 'Gevoelig' .

## Taxonomie
De wetenschappelijke naam van de soort werd in 1960 voor het eerst geldig gepubliceerd door Huijsman als Lepiota pulverulenta. De soort werd door Bon in 1978 in het geslacht Leucoagaricus geplaatst en door dezelfde auteur in 1993 in het geslacht Pulverolepiota. In 1992 plaatste Vellinga de soort echter al in het geslacht Cystolepiota, en dat is volgens Species fungorum de geaccepteerde positie.